# Rhaegar Targaryen
Rhaegar Targaryen es un personaje ficticio de la saga Canción de hielo y fuego del escritor George R. R. Martin. Si bien no tiene aparición en la obra literaria pues el personaje ya se halla muerto cuando comienza la obra, posee una importancia relevante pues es protagonista de algunos de los misterios que aún hay por resolver en la saga.

## Concepción y diseño
Rhaegar era descrito en la obra como el prototipo del perfecto príncipe: muy atractivo y galante, aunque con un espíritu melancólico. Se decía que era brillante y dominaba todo aquello que se proponía, siendo un habilidoso caballero. En la saga se menciona que era un músico excepcional, virtuoso con el arpa y se decía que sus canciones hacían que las mujeres lloraran al escucharlas. Era sumamente popular entre el pueblo llano y era objeto de deseo de las mujeres, como menciona el personaje de Cersei Lannister, la cual estaba enamorada del apuesto príncipe.
Se afirma en la obra que su mayor pasatiempo era la lectura, sobre todo leía compulsivamente acerca de una misteriosa profecía. Su personalidad introvertida y melancólica le hizo tener muy pocos amigos cercanos, y tampoco gustaba de las apariciones en público.
Su personalidad es descrita según el punto de vista. Personajes que lo conocieron como Barristan Selmy y Jon Connington afirman que era un hombre excepcional; honorable, responsable y brillante, incluso el personaje de Eddard Stark, que fue su enemigo, le consideraba un hombre digno de respeto. Por otro lado, Robert Baratheon lo consideraba un degenerado cruel igual que su padre Aerys.

He servido a tres reyes (Jaehaerys II Targaryen, Aerys II Targaryen y Robert Baratheon), pero Rhaegar habría sido mejor que los tres combinados.
Ser Barristan hablando sobre Rhaegar a Daenerys

## Historia

### Príncipe deRocadragón
Rhaegar fue el primogénito de Aerys Targaryen y su hermana-esposa Rhaella. Nació el año 259 d. C., en el mismo momento en el que se producía la Tragedia de Refugio Estival, donde murieron el rey Aegon V Targaryen junto a su hijo mayor y el Lord Comandante Duncan el Alto. Debido a que su padre se convirtió en Rey de los Siete Reinos, Rhaegar fue proclamado Príncipe de Rocadragón y heredero del Trono de Hierro.
Se describe que Rhaegar, desde niño, leía compulsivamente y no mostró interés por las lides de la caballería, hasta que cuando cumplió 17 años leyó algo que lo impulsó a convertirse en caballero. Rhaegar se convertiría en un habilidoso guerrero, distinguiéndose en las justas, aunque nunca mostró la misma pasión por la caballería que por la música o la lectura. Rhaegar poseía también un carácter melancólico y solitario, teniendo unos pocos amigos cercanos, entre ellos, Jon Connington o el Guardia Real Ser Arthur Dayne.
El rey Aerys trató de buscar una esposa para Rhaegar, rechazando casarlo con Cersei Lannister, la hija de su Mano del Rey, Tywin Lannister. En su lugar decidió casarlo con la princesa Elia Martell de Dorne. Elia compartía el espíritu apacible de Rhaegar y ambos se trasladaron a vivir a Rocadragón, donde tendrían dos hijos: Aegon y Rhaenys. Debido a que la salud de Elia era muy delicada, se le recomendó que no tuviera más hijos. 
Por entonces se decía que las relaciones entre Rhaegar y su padre no eran buenas. La locura del rey Aerys había ido incrementándose; vivía encerrado en la Fortaleza Roja y se decía que no confiaba en nadie. Rhaegar se hallaba en Rocadragón junto a sus partidarios, mientras Aerys se rumoreaba que pretendía desheredarlo y nombrar a su segundo hijo Viserys como su nuevo heredero; crónicas afirmaban que la situación era similar a la vivida en el preludio de la Danza de los Dragones, un acontecimiento bélico que desangró a la dinastía Targaryen siglos atrás.

### Rebelión de Robert
En el 279 se celebró un torneo en Harrenhal, rumoreándose que patrocinado por Rhaegar como una forma de recabar apoyos contra su padre. Rhaegar se distinguió y se proclamó campeón, coronando como Reina del Amor y la Belleza a Lyanna Stark. Poco después, Rhaegar «secuestraría» a Lyanna, dejándola custodiada en un lugar llamado Torre de la Alegría, en las Marcas de Dorne. A partir de entonces, los acontecimientos se sucedieron; el padre y hermano de Lyanna acudían a Desembarco del Rey a pedir justicia al rey Aerys, el cual los ejecutó y después demandaba también las cabezas de Eddard Stark y Robert Baratheon. Ambos, con el apoyo de Jon Arryn, se rebelaban contra el Trono de Hierro: estallaba así la Rebelión de Robert —también llamada Guerra del Usurpador—.
Rhaegar se hallaba en la Torre de la Alegría durante los primeros enfrentamientos del conflicto. Pronto el rey Aerys envió al Lord Comandante de la Guardia Real, Ser Gerold Hightower, para que fuera a buscar a Rhaegar y se pusiera al mando del ejército que debería partir a enfrentarse a los rebeldes. Rhaegar dejó a tres Guardias Reales custodiando a Lyanna Stark para comandar el ejército que se enfrentó a Robert Baratheon en la Batalla del Tridente. La batalla estuvo pareja, enfrentándose mano a mano Rhaegar y el propio Robert. Este derribó a Rhaegar y le aplastó el pecho con su maza, matando al joven príncipe. Poco después, Desembarco del Rey sería saqueada por las tropas de Tywin Lannister, y la princesa Elia Martell, junto a los hijos de Rhaegar, fueron asesinados por hombres de Lord Tywin. Al mismo tiempo, el rey Aerys era asesinado por uno de sus propios Guardias Reales.
Tras su muerte, el cuerpo de Rhaegar fue incinerado siguiendo las costumbres de los Targaryen. Debido al exilio de los Targaryen y la fama que siguió teniendo Rhaegar entre el pueblo, este recibiría el apodo de «El Último Dragón».

### EnCanción de hielo y fuego
El rey Robert Baratheon hace alusión en varios capítulos de Juego de Tronos que aún guarda rencor hacia Rhaegar, y que su muerte en sus manos en la Batalla del Tridente no hizo que le devolvieran a Lyanna
En Choque de Reyes, Daenerys experimenta una visión en la Casa de los Eternos donde ve a Rhaegar junto a su esposa Elia; en ella discuten el futuro que le aguarda al recién nacido Aegon.
En Festín de Cuervos, Jaime Lannister rememora el momento en el que Rhaegar le recomendó a su padre, el rey Aerys, que volviera a nombrar a Tywin Lannister como Mano del Rey, pero él rehusó. Jaime pidió a Rhaegar ir con él a la Batalla del Tridente, pero él se negó, ya que Aerys quería que se quedara con él para asegurarse el buen comportamiento de Lord Tywin. Antes de irse, le dijo a Jaime que cuando regresara convocaría un Consejo para realizar importantes cambios en la Corte. En esa misma obra, Cersei Lannister afirma que si Rhaegar se hubiera casado con ella y no con Elia, él nunca se hubiera fijado en Lyanna Stark.
En Danza de Dragones se revela que Aegon, el hijo menor de Rhaegar, ha sobrevivido y se dirige a Poniente con la Compañía Dorada para tomar el Trono de Hierro. Jon Connington, quien fuera uno de los pocos amigos cercanos que tuvo Rhaegar y al que se le creía muerto, jura que no fallara a Aegon.

Tenía diez años cuando por fin vino el príncipe Rhaegar en persona, en el torneo de Lannisport [...] Aplaudieron a mi padre (Tywin Lannister) el doble que al Rey (Aerys II), pero solo la mitad de lo que aplaudieron a Rhaegar [...] Cuando se lo presentaron, Cersei estuvo a punto de ahogarse en la profundidad de sus tristes ojos color violeta. «Le han hecho daño - recordó haber pensado -, pero cuando estemos casados yo aliviaré su dolor. Comparado con Rhaegar, hasta el apuesto Jaime parecía un crío inexperto».
Cersei Lannister recordando a Rhaegar

## Teorías acerca de Rhaegar
- Una de las más célebres teorías de la saga es la que afirma que el personaje de Jon Nieve es hijo de Rhaegar y Lyanna Stark. La explicación estaría en que Lyanna dio a luz al chico estando cautiva en la Torre de la Alegría, siendo esa la explicación de porqué murió en un charco de sangre y porqué le arrancó una promesa a su hermano Eddard que le atormentaría durante toda su vida. Es posible que Ned quisiera proteger a su sobrino ya que sabía el odio que Robert sentía por los Targaryen y que si descubría que había un niño producto de la mujer que amaba y el hombre que odiaba podría terminar como los otros hijos de Rhaegar.[1] En la serie de HBO Game of Thrones, esta teoría fue confirmada en la séptima temporada.

- Rhaegar estaba obsesionado con una profecía que trataba sobre el «Príncipe que fue Prometido», una profecía que hablaría de un o una joven a la que se le daría la «Canción del Hielo y el Fuego». Esto puede ser visto en uno de los capítulos de Daenerys Targaryen en el libro Choque de reyes.[2] Rhaegar pensó que él sería ese príncipe, pero después creyó que sería su hijo Aegon.

## Adaptación televisiva
Rhaegar es interpretado por el actor Wilf Scolding.
Rhaegar hace aparición únicamente en la séptima temporada de la serie de HBO. Se menciona que Rhaegar se divorció de Elia, casándose en secreto con Lyanna; puesto que se había revelado anteriormente que Jon Nieve (Kit Harington) era su hijo, eso lo convertiría en un miembro legítimo de la dinastía Targaryen, siendo su verdadero nombre «Aegon Targaryen». El personaje de Eddard Stark (Sean Bean) sería quien le habría otorgado el nombre de Jon Nieve, haciéndolo pasar por su hijo bastardo para mantener su identidad en secreto y así cumplir la promesa que le hizo a su hermana Lyanna en su lecho de muerte.